# Konstantin Feoktistov
Konstantin Feoktistov (n. 7 februarie 1926, Voronej, RSFS Rusă, URSS – d. 21 noiembrie 2009, Moscova, Rusia) a fost un cosmonaut rus care a făcut parte din echipajul Voskhod 1 în anul 1964.